# Hess Corporation
Hess Corporation, tidigare Amerada Hess Corporation, var ett amerikanskt multinationellt petroleumbolag som sysslade med uppström och mellanström inom den globala petroleumindustrin. Företaget hade verksamheter i Guyana, Malaysia, Thailand och USA. För 2024 hade Hess bevisade reserver på 891 miljoner fat petroleum; omkring 292 miljoner fat naturgaskondensat (NGL) samt mer än 1,5 miljarder normalkubikmeter av naturgas.
Petroleumbolaget hade sitt huvudkontor i skyskrapan 1185 Avenue of the Americas på Manhattan i New York, New York i USA.

## Historik
Företaget grundades 1969 när Amerada Petroleum blev fusionerad med Hess Oil and Chemical och det fusionerade företaget fick namnet Amerada Hess. Amerada Petroleum hade sitt ursprung från 1919 när britten Weetman Pearson, 1:e viscount Cowdray grundade företaget Amerada Corporation. År 1941 blev Amerada Corporation omorganiserat och fusionerades med just Amerada Petroleum, som var det primära dotterbolaget. I maj 2006 tog man bort Amerada från företagsnamnet. Den 23 oktober 2023 meddelade konkurrenten Chevron att de hade för avsikt att förvärva Hess för 53 miljarder amerikanska dollar. Både Exxon Mobil and China National Offshore Oil (Cnooc) protesterade över den påtänkta affären eftersom Hess ägde 30% av offshore-projektet Stabroek Block i Guyana. Exxon ägde 45% medan Cnooc ägde 25%. Båda tog Chevron och Hess till den Internationella handelskammaren (ICC) men gick bet. ICC avfärdade detta och ansåg att det var inget problem för Chevron att förvärva Hess. Affären slutfördes den 18 juli 2025.